# Equisetum myriochaetum
Equisetum myriochaetum es una especie de cola de caballo que es nativa de Nicaragua, Costa Rica, Colombia, Venezuela, Ecuador, Perú y México. Es la especie más grande de cola de caballo, comúnmente alcanza los 4,6 m, con el récord de 7,3 m de altura.

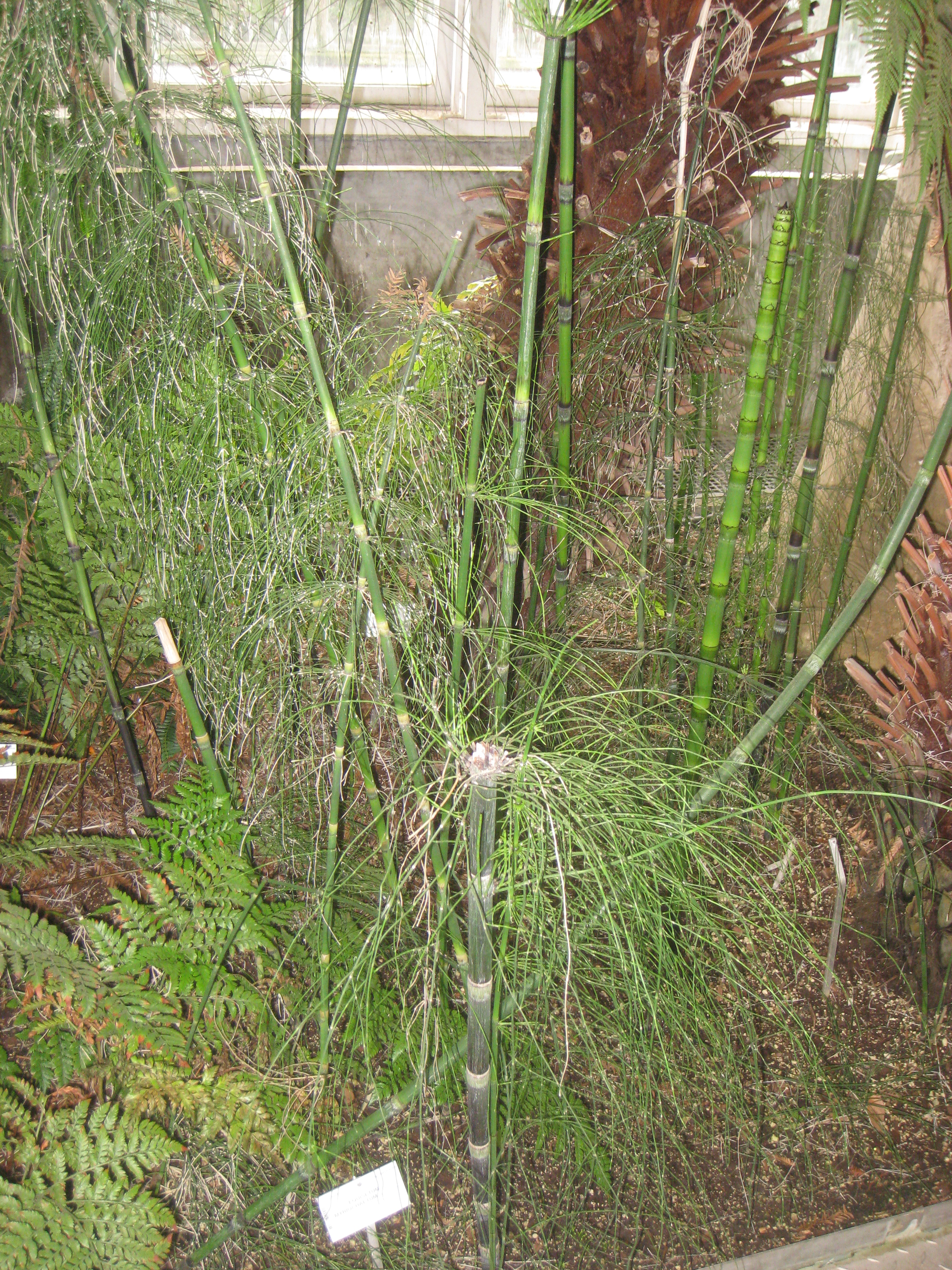
Vista de la planta

## Descripción
Planta de hasta l m de altura que tiene los tallos con articulaciones de las que surgen las hojas.

## Distribución y hábitat
Se encuentra presente en climas cálidos, semicálidos y templados entre los 200 y los 2300 m s. n. m. Crece en zonas inundables, lugares más o menos expuestos, a orillas de arroyos y riachuelos; asociada a bosques tropicales caducifolio, subcaducifolio y perennifolio, matorral xerófilo, bosque mesófilo de montaña, bosques de encino y de pino.

## Propiedades
Es empleada en algunos estados de la costa occidental de México como Chiapas, Guerrero y Oaxaca. Se aprovecha toda la planta en cocción, a veces preparada junto con cabellos de maíz (Zea mays), administrada por vía oral, para curar males renales. 
Historia
En el siglo XX, Maximino Martínez la reporta como antiblenorrágico y diurético. Posteriormente, la Sociedad Farmacéutica de México cita la información de Martínez.

## Taxonomía
Equisetum myriochaetum fue descrita por Schltdl. y Cham. y publicado en Linnaea 5: 623. 1830.
Etimología
Equisetum: nombre genérico que proviene del latín: equus = (caballo) y seta (cerda).
myriochaetum: epíteto
Sinónimos
- Equisetum mexicanum Milde	[5]